# Автострада A20 (Італія)
Автострада A20 — це платна автомагістраль на острові Сицилія, яка з'єднує місто Палермо з Мессіною. Автомагістраль від Мессіни пролягає узбережжям Тірренського моря протягом 181 км до зустрічі з A19 Палермо-Катанія в Буонфорнелло. Автомагістраль A20, на її східному кінці, також з'єднана з A18 Мессіна-Катанія. Це чотирисмугова автомагістраль (по дві смуги в кожному напрямку) по всій довжині. Компанія «Consorzio per le Autostrade Siciliane» відповідає за збір плати за проїзд, управління та обслуговування автомагістралі.

## Історія
Будівництво A20 було дуже повільним, частково через складну орографію узбережжя Тірренського моря. Перша ділянка цієї автомагістралі, від Мессіна Бокчетта до Дівієто, була відкрита 1 червня 1972 року, але роботи на всій довжині були завершені лише 21 грудня 2004 року з відкриттям виїзду на Кастельбуоно.